# The Town Hall
Pour les articles homonymes, voir Town Hall (album de musique).
The Town Hall est une salle de spectacle située à Manhattan à New York au 123 West de la 43e rue, entre la Sixième Avenue et Broadway. L'institution a été ouverte le 12 janvier 1921.

## Historique
Le bâtiment est édifié sur les plans du cabinet d'architectes McKim, Mead and White et son inauguration est réalisée le 12 janvier 1921.